# 金友莊
金友莊（英文：Chin Yu-chuang，1969年5月7日—），為臺湾女藝人，人稱小金。曾擔任過中華民國總統行政專機的空服員。台湾艺人高凌风前妻。

## 簡歷
1994年4月經由友人介紹，與高凌風（本名葛元誠）相識，進而相戀；翌年8月28日兩人結婚。兩人育有1子2女。兒女為葛子揚（阿寶）、葛兆恩（寶弟）、葛嘉怡（寶妹）。
2011年8月6日，被《自由時報》記者拍到與藥販張志堅在車上忘情激吻偷情。2011年10月12日，金友莊傳出已和高凌風協議離婚。2017年4月5日，張志堅指控金友莊毆打，控告金友莊傷害，檢方不起訴。
金友莊亦涉足演藝主持工作，跟陳維齡、洪百榕、Vicky、林秀琴等其他台灣藝人太太組成「大嫂團」，在台灣各談話性節目及綜藝節目上露面。

## 主持作品

### 電視節目
| 頻道       | 節目               |
| ---------- | ------------------ |
| 年代綜合台 | 《霹靂00妻》主持人 |

## 參與節目
| 頻道       | 節目             |
| ---------- | ---------------- |
| 年代MUCH台 | 《今晚誰當家》   |
| 超級電視台 | 《非關命運》     |
| 東森綜合台 | 《天才答不答》   |
| 三立都會台 | 《國光幫幫忙》   |
| 三立都會台 | 《王牌大賤諜》   |
| 緯來綜合台 | 《國人都叫好》   |
| 中天綜合台 | 《小明星大跟班》 |

## 外部連結
- 金友莊的Facebook專頁